# Wulff Land
Wulff Land är en halvö i Grönland (Kungariket Danmark). Den ligger i den norra delen av Grönland, 2 000 km norr om huvudstaden Nuuk.
Halvön ingår i Grönlands nationalpark och ligger väster om Victoria Fjord. Öster om fjorden ligger halvön Peary Land och ön Nares Land.